# George Mikan
George Lawrence Mikan jr. (Joliet, 18 juni 1924 – Scottsdale, 1 juni 2005) was een Amerikaanse basketballer in de NBA. Hij speelde voor de Minneapolis Lakers en wordt gezien als een van de pioniers van het professionele basketbal. Vanwege zijn lengte van 2,08 meter was Mikan extreem dominant en kon hij tijdens zijn carrière veel domineren onder de basket.
Mikan had een succesvolle carrière als speler en won zeven NBL-, BAA- en NBA-kampioenschappen, een NBA All-Star Game MVP-prijs en drie topscorertitels. Hij was lid van de eerste vier NBA All-Star Games en de eerste zes All-BAA en All-NBA Teams. Mikan was zo dominant, dat hij verschillende regelwijzigingen in de NBA veroorzaakte, onder andere de introductie van de goaltending-regel en de creatie van de schotklok.
Na zijn spelerscarrière werd hij coach van de Lakers in het seizoen 1957-1958, maar leed bittere mislukkingen waardoor hij nog tijdens het seizoen werd ontslagen. Hij werd een van de oprichters van de American Basketball Association (ABA) en diende als commissaris van de competitie. 
Voor zijn prestaties werd Mikan in 1959 ingewijd in de Basketball Hall of Fame en werd hij in 1996 gekozen tot een van de 50 beste NBA-spelers aller tijden.
In 2005 stierf hij aan diabetes. 
10 Schaefer ·
13 Jaros ·
14 Gardner ·
15 Carlson ·
16 Jorgensen ·
17 Pollard ·
18 Ferrin ·
19 Dwan ·
20 Kachan ·
22 Forman ·
99 Mikan ·
Coach Kundla
10 Schaefer ·
11 Hassett ·
13 Jaros ·
15 Carlson ·
16 Harrison ·
17 Pollard ·
18 Ferrin ·
19 Mikkelsen ·
20 Grant ·
22 Martin ·
99 Mikan ·
Coach Kundla
11 Hitch ·
12 Schultz ·
15 Hutton ·
16 Harrison ·
17 Pollard ·
18 Saul ·
19 Mikkelsen ·
22 Martin ·
99 Mikan ·
Coach Kundla
11 Hitch ·
12/13 Holstein ·
15 Schnittker ·
16 Harrison ·
17 Pollard ·
18 Saul ·
19 Mikkelsen ·
20 Skoog ·
22 Martin ·
99 Mikan ·
Coach Kundla
12 Holstein ·
15 Schnittker ·
17 Pollard ·
18 Saul ·
19 Mikkelsen ·
20 Skoog ·
22 Martin ·
34 Lovellette ·
99 Mikan ·
Coach Kundla